# Larry Hennig
Larry Hennig, detto anche The Axe (Minneapolis, 18 giugno 1936 – Tallahassee, 6 dicembre 2018), è stato un wrestler statunitense, noto per i suoi trascorsi nella American Wrestling Association (AWA) durante gli anni sessanta.
Era il padre del celebre Curt Hennig, meglio conosciuto con il ring-name di Mr. Perfect.

## Carriera

### American Wrestling Association

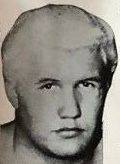
"Pretty Boy" Larry Hennig, 1968

All'inizio degli anni sessanta, Hennig entrò nella federazione American Wrestling Association (AWA) sotto la tutela di Verne Gagne. Ebbe un breve regno da campione tag team in coppia con Duke Hoffman, ma perdeva spesso contro wrestler più esperti e (nella kayfabe) cominciò a criticare e incolpare Gagne di avergli insegnato uno stile di combattimento troppo tecnico e poco efficace, e decise quindi di adottare un nuovo approccio.
Durante l'estate del 1963, Hennig lasciò la AWA per un breve stint in Texas dove adottò uno stile di combattimento più brutale riuscendo a vincere il titolo Texas Heavyweight Championship. In questo periodo conobbe e fece amicizia con Harley Race. I due giovani lottatori formarono un tag team nella zona di Minneapolis. Race e Hennig erano una coppia di heel che si autodefinivano "Handsome" Harley Race e "Pretty Boy" Larry Hennig, e avevano una predilezione per le scorrettezze. Si fecero presto una certa fama, e il 30 gennaio 1965 sconfissero Dick the Bruiser e The Crusher conquistando l'AWA World Tag Team Championship, diventando, all'epoca, il tag team più giovane ad aver vinto il titolo. Race & Hennig continuarono il loro feud con Bruiser & Crusher negli anni che seguirono, scontrandosi anche con altri grandi nomi e mettendo insieme tre regni titolati.
Verne Gagne, in particolare, fu uno dei più acerrimi rivali della coppia e reclutò vari partner per cercare di sconfiggerli durante la loro permanenza nella AWA. Gagne e Crusher vinsero le cinture sei mesi dopo l'inizio del primo regno di Race e Hennig, ma lo persero nel rematch il 7 agosto 1965. Il team detenne le cinture fino al maggio 1966 quando Harley e Larry persero contro Bruiser & Crusher. Andarono in tour in Nuova Zelanda, Giappone, e Australia dove in giugno si laurearono primi campioni tag team della World Championship Wrestling australiana. Poco tempo prima di lasciare il Giappone, persero i titoli contro Mark Lewin e Dominic DeNucci.
Harley Race e Larry Hennig tornarono negli Stati Uniti alla fine del 1966. Il 6 gennaio 1967 ebbero l'opportunità di una title shot e sconfissero ancora Bruiser & Crusher a Chicago, Illinois. Questo fu il loro ultimo regno da campioni AWA Tag Team.

### Infortunio al ginocchio
Il 1º novembre 1967, durante un tag team match a Winnipeg, Hennig era stava per sollevare Johnny Powers quando un altro wrestler avversario gli si scagliò addosso. Subito dopo aver schiacciato Powers al tappeto, Hennig scoprì di essersi slogato il ginocchio. Nonostante il dolore e i danni a tendini e cartilagine, egli rifiutò di farsi ricoverare nell'ospedale locale preferendo tornare in auto con Race a Minneapolis. L'infortunio capitò nel bel mezzo del loro regno da campioni. La AWA permise a Harley Race di scegliersi un altro partner per difendere il titolo.
Nel marzo 1968, Hennig tornò nuovamente a combattere in coppia con Race. Dopo vari anni passati ai vertici della divisione tag team, tuttavia, Race fece ritorno a Kansas City per intraprendere la carriera di wrestler singolo nella National Wrestling Alliance. Hennig allora lottò in coppia prima con Lars Anderson e poi con "Dirty" Dusty Rhodes (all'epoca un heel). Nei primi anni settanta si scontrò in match singoli con Pedro Morales e Bruno Sammartino.
Hennig fece un inaspettato turn face il 10 agosto 1974 durante una registrazione televisiva a Minneapolis, presentandosi con una folta barba rossa e come "The Axe" ("Ascia") salvando gli High Flyers, Jim Brunzell e Greg Gagne, da un'aggressione. L'evento vide Hennig opporsi ai suoi vecchi alleati Nick Bockwinkel e Ray Stevens, con il manager Bobby Heenan (che Bockwinkel e Stevens avevano assunto a seguito della loro perdita dei titoli AWA World Tag Team in favore di The Crusher e Billy Robinson il mese precedente), quando i Flyers furono da loro assaliti a tradimento durante una puntata di AWA All-Star Wrestling.
Durante questo periodo, Larry Hennig apparve nel film indipendente Bestione superstar (The Wrestler), nel quale affrontò Verne Gagne al Cow Palace nel primo match. Nel 1976, formò un tag team con Joe LeDuc.

### Ritorno in AWA e ritiro

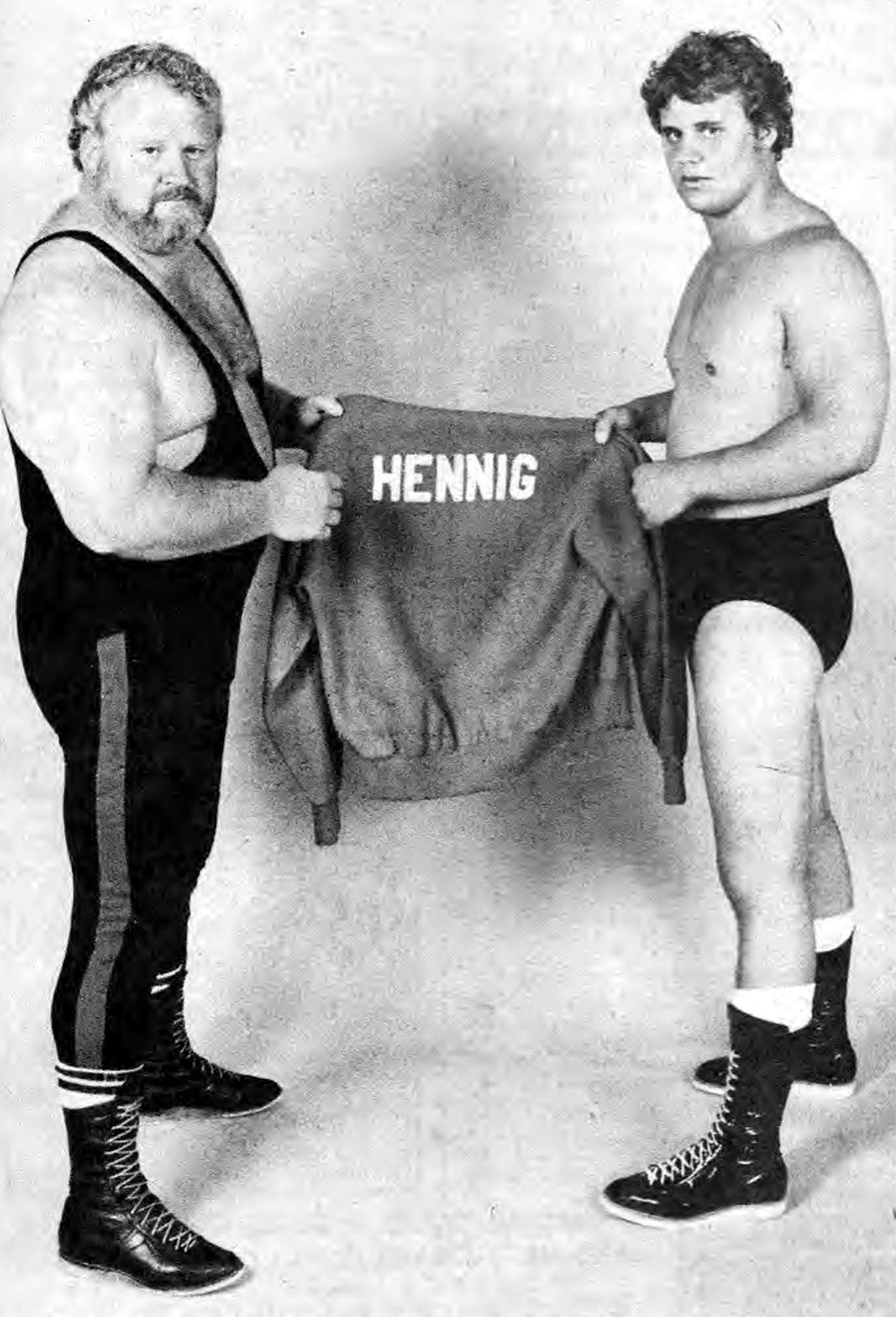
Larry (a sinistra) con il figlio Curt (1981)

Quando Harley Race tornò nella AWA nel 1984, lottò contro il figlio di Hennig, Curt, in un match che alla fine vide il confronto tra Larry e il suo ex partner di coppia. L'anno seguente, il primo grande push di Curt fu accanto al padre in un feud con i Road Warriors. Prima del ritiro di Larry nel 1985, padre e figlio vinsero insieme il titolo NWA Pacific Northwest Tag Team Championship.
Hennig affrontò anche Bruno Sammartino a New York in un match con in palio il titolo WWF World Heavyweight Championship, ma fu sonoramente sconfitto dal campione.

## Vita privata
Prima di intraprendere la carriera di wrestler, nel 1954 Hennig vinse il titolo di Minnesota State High School Heavyweight Champion nel wrestling studentesco. Ebbe una borsa di studio dalla University of Minnesota per la lotta e il football americano ma fu costretto a lasciare per motivi famigliari. Ebbe cinque figli, incluso il wrestler Curt Hennig. Curt morì il 10 febbraio 2003 a causa di intossicazione acuta da cocaina. A seguito della tragica fine di Chris Benoit, Hennig rilasciò alcune dichiarazioni a USA Today circa le morti premature nel mondo del wrestling professionistico.

## Morte
Hennig morì il 6 dicembre 2018 a causa di una malattia ai reni all'età di 82 anni.

## Personaggio

### Mosse finali
- Diving elbow drop

### Soprannomi
- "Pretty Boy"[7]
- "The Axe"[7]

## Titoli e riconoscimenti
- American Wrestling Association (AWA)
  - AWA Midwest Tag Team Championship (1) – con Lars Anderson
  - AWA World Tag Team Championship (4) – con Harley Race (3) e con Duke Hoffman (1)

- International Pro Wrestling

- - IWA World Tag Team Championship (1) – con Blackjack Mulligan

- Lou Thesz Professional Wrestling Hall of Fame
  - Classe del 2006[11]

- National Wrestling Alliance (NWA)
  - NWA Brass Knuckles Championship (1)
  - NWA Pacific Northwest Tag Team Championship (1) – con Curt Hennig

- Professional Wrestling Hall of Fame
  - Classe del 2017